# Diecezja Avellino
Diecezja Avellino (łac. Dioecesis Abellinensis, wł. Diocesi di Avellino) – rzymskokatolicka diecezja ze stolicą w Avellino we Włoszech. Biskup Avellino jest sufraganem arcybiskupa Benewentu.
W 2020 na terenie diecezji pracowało 16 zakonników i 140 sióstr zakonnych.

## Historia
Diecezja Avellino powstała w II wieku.
9 maja 1466 papież Paweł II połączył diecezje Avellino i Frigento. 27 czerwca 1818 diecezja Frigento została zlikwidowana, a jej terytorium włączone do diecezji Avellino.

## Główne świątynie
- Katedra: Katedra Wniebowzięcia Najświętszej Maryi Panny w Avellino

## Biskupi Avellino (od XX w.)
- Serafino Angelini (1896–1908)
- Giuseppe Padula (1908–1928)
- Francesco Petronelli (1929–1939), następnie mianowany arcybiskupem Trani e Barletta
- Guido Luigi Bentivoglio SOC (1939–1949), następnie mianowany koadiutorem arcybiskupa Katanii
- Giocchino Pedicini (1949–1967)
- Pasquale Venezia (1967–1987)
- Gerardo Pierro (1987–1992), następnie mianowany arcybiskupem Salerno–Campagna–Acerno
- Antonio Forte OFM (1993–2004)
- Francesco Marino (2004–2016), następnie mianowany biskupem diecezji Nola
- Arturo Aiello (od 2017)

## Podział administracyjny diecezji
Parafie diecezji Avellino zorganizowane są w sześciu następujących wikariatach:
- Wikariat Atripalda
- Wikariat Avellino
- Wikariat Grottolella
- Wikariat Mirabella
- Wikariat Monteforte
- Wikariat Serino